# Gerhard Schindler (Meteorologe)
Gerhard Schindler (* 23. Februar 1910 in Podersam, Bezirk Laun, Österreich-Ungarn; † 24. Mai 1979) war ein deutscher Meteorologe und Geophysiker.

## Leben und Wirken
Schindler legte in seiner Geburtsstadt Podersam eine erste Wetterstation an und war nach Ende des Zweiten Weltkrieges 1945 kurzzeitig als Dolmetscher für die tschechoslowakischen Behörden tätig, bevor er die Tschechoslowakei verlassen musste. In der Bundesrepublik Deutschland war er zunächst beim Deutschen Seewetterdienst in Hamburg und später beim Deutschen Wetterdienst am Meteorologischen Zentralamt in Offenbach am Main tätig. Bekannt wurde er vor allem durch sein Meteorologisches Wörterbuch. Er war seit 1940 Mitglied der Deutschen Meteorologischen Gesellschaft und seit 1951 Mitglied des Archivs für Polarforschung in Kiel.

## Schriften (Auswahl)
- Bibliographie des gesamten meteorologischen, klimatologischen und phänologischen Inhalts den Sudetengau betreffend Podersam, Meteorologische Station, 1943.
- Die Lichtverhältnisse der Polargebiete. In: Polarforschung 16 (1946), H. 1/2, S. 89–93.
- Meteorologisches Wörterbuch. 1953.
- Planetendurchgänge vor der Sonnenscheibe. In: Die Sterne. 1954, S. 122 ff.
- Astronomische Tatsachen in meteorologischer Sicht Astronomische Tatsachen in meteorologischer Sicht. Eine Übersicht. In: Naturwissenschaftliche Rundschau, 1960, S. 182 ff.